# Turbinelloidea
Turbinelloidea zijn een superfamilie van weekdieren uit de klasse van de Gastropoda (slakken).

## Taxonomie
De volgende families zijn bij de superfamilie ingedeeld:
- Columbariidae Tomlin, 1928
- Costellariidae MacDonald, 1860
- Ptychatractidae Stimpson, 1865
- Turbinellidae Swainson, 1835
- Volutomitridae Gray, 1854

### Synoniemen
- Cynodontidae MacDonald, 1860 => Vasinae H. Adams & A. Adams, 1853 (1840)
- Vasidae H. Adams & A. Adams, 1853 => Turbinellidae Swainson, 1835
- Vexillidae Thiele, 1929 => Costellariidae MacDonald, 1860
- Xancidae Pilsbry, 1922 => Turbinellidae Swainson, 1835